# سیارک ۱۴۴۳۰۳
سیارک ۱۴۴۳۰۳ (به انگلیسی: 144303 Mirellabreschi، نامگذاری:2004DD7) صد و چهل و چهار هزار و سیصد و سومین سیارک کشف شده‌است که در ۱۶ فوریه ۲۰۰۴ کشف شد.